# Касарес-де-лас-Урдес
Касарес-де-лас-Урдес (ісп. Casares de las Hurdes) — муніципалітет в Іспанії, у складі автономної спільноти Естремадура, у провінції Касерес. Населення — 522 особи (2010).
Муніципалітет розташований на відстані близько 220 км на захід від Мадрида, 110 км на північ від Касереса.
На території муніципалітету розташовані такі населені пункти: (дані про населення за 2010 рік)
- Карабусіно: 63 особи
- Касаррубія: 43 особи
- Касарес-де-лас-Урдес: 155 осіб
- Ерас: 33 особи
- Уетре: 165 осіб
- Робледо: 63 особи

## Демографія
Динаміка населення (INE ):